# Kouango
Kouango est une ville de République centrafricaine située dans la préfecture de Ouaka dont elle constitue l'une des cinq sous-préfectures.

## Géographie
La ville est située à 139 km au sud-ouest du chef-lieu de la Ouaka : Bambari par les routes régionales RR15 et RR13. Elle se trouve sur la rive droite de la rivière Oubangui, en amont du confluent de la rivière Ouaka et fait face à la République démocratique du Congo sur l'autre rive de l'Oubangui qui marque la frontière. La commune s'étend d'une part sur la rive droite de l'Oubangui, et vers le nord sur l'axe Kouango-Grimari (RR 13)
| Galabadja | Lissa     | Azengué-Mindou |
| Congo RDC | Kouango   | Cochio-Toulou  |
|           | Congo RDC | Yabongo        |

## Histoire
La ville de Kouango est contrôlée par la Seleka et les ex-Seleka depuis le 30 janvier 2013.

## Administration
La sous-préfecture de Kouango est constituée des trois communes de Kouango, Azengué-Mindou et Cochio-Toulou. La population urbaine de la ville est répartie dans 25 quartiers recensés en 2003: Arabe, Banga Centre, Bassebangaye, Bornou 1, Bornou 2, Bouda-Centre, Boukou, Chone-Nzapa, Combattant, Dama, Dougourou, Gbaka 2, Gbalasset, Gbambongo, Gbassako, Gbaya, Mono-Bouba, Ngbadourou, Ngoula, Ngoulaboungou, Petroca, Siao, Somba, Tohou, Verre Gouala.

## Villages
En zone rurale, la commune de Kouango compte 89 villages recensés en 2003 : Baguiro, Bambongo, Bangba, Belembe, Bolo 1, Bolo 2, Botto, Chenda, Chongbanzapa, Damba, Danda 1, Danda 2, Danda 3, Demanda, Djawa 1, Djawa 2, Doungba-Yango, Ferme Sokambi, Ferme Sokambi Achille, Gbabate, Gbadengue, Gbaga 1, Gbaga 3, Gbagomara, Gbagouba, Gbaguembele, Gbakondji, Gbama, Gbamassa 1, Gbamassa 2, Gbamouko, Gbamoungue, Gbanga 1, Gbanga 1, Gbanga 2, Gbanga 2, Gbanga 3, Gbangui, Gbanguime, Gbazaga, Gouasse 1, Gouasse 2, Gouasse 3, Grapou, Iri, Kamba, Karawa, Kedja 1, Kedja 2, Kolekpa, Komba, Kpangba 1, Kpangba 2, Lawa-Gawa, Legba, Lema, Lengue, Lindao, Mbagoro, Mbalango, Mbele, Mboroma 1, Mboroma 2, Mono 1, Mono 2, Ngalangba, Ngbada, Ngbadourou 1, Ngbadourou 2, Ngbadourou 3, Ngbaka, Ngbazia 1, Ngbeda, Ngoula 1, Ngoundjou 1, Ngoundjou 2, Odjo, Omba 1, Omba 2, Sorowo, Tchoua, Tingba, Toko-Ippy, Toko-Kotta, Verre 2, Yamboko, Yamongo, Zouhou 1, Zouhou 2.

## Société

### Éducation
L'enseignement fondamental est assuré par 5 écoles: Centre I Garçons, Centre II Filles, Gbadengue, Maïgari, Ngoungao-Wazangba.

### Cultes
La localité est le siège de la paroisse catholique Saint Nicolas de Kouango fondée en 1955, elle dépend du diocèse de Bambari.

## Économie
La ville est reliée au port de Sao à Bangui par des navettes fluviales en baleinières sur l'Oubangui.

## Personnalités
- Antoine Darlan (1915-1974), homme politique impliqué dans l'indépendance de la République centrafricaine est natif de Kouango.
- Georges Darlan (1920-1965), homme politique, Président du Conseil représentatif de l'Oubangui-Chari, frère cadet d'Antoine Darlan.